# 克納特布勞塔冰原島峰
72°27′S 0°18′E / 72.450°S 0.300°E
克納特布勞塔冰原島峰（德語：Knattebrauta），是南極洲的冰原島峰，位於毛德皇后地的瑪塔公主海岸，處於羅賓高地以北7公里，屬於斯維爾德魯普山脈的一部分，由德國探險隊發現，現時由南極條約體系管理。